# Wendell Magee
Wendell Errol Magee Jr. (ur. 3 sierpnia 1972) – amerykański baseballista, który występował na pozycji zapolowego. W latach 1996–2002 grał w drużynach Philadelphia Phillies i Detroit Tigers, natomiast w latach 2004–2005 grał w Long Island Ducks z Atlantic League.